# پاتریشیا دیویس (بازیکن هاکی روی چمن)
پاتریشیا دیویس (انگلیسی: Patricia Davies؛ زادهٔ ۵ دسامبر ۱۹۵۶) بازیکن هاکی روی چمن اهل زیمبابوه بود.
وی به‌همراه تیم ملی هاکی روی چمن زنان زیمبابوه به مدال طلا بازی‌های المپیک تابستانی ۱۹۸۰ مسکو رسیده‌است.
به دلیل تحریم ایالات متحده و سایر کشورها، فقط یک تیم برای حضور در مسابقات هاکی روی زمین زنان در دسترس بود: تیم میزبان اتحاد جماهیر شوروی. یک درخواست دیرهنگام به دولت ملت آفریقا ارسال شد، تیمی که کمتر از یک هفته قبل از شروع مسابقه به سرعت یک تیم را جمع کرد. آنها با بردن تنها مدال زیمبابوه در بازیهای ۱۹۸۰، همه را متعجب کردند.